# Franco Mari
Franco Mari, noto anche con lo pseudonimo di Rupert Sciamenna (Milano, 1942), è un attore e comico italiano.
È noto, soprattutto, per i numerosi sketch assieme a Marcello Macchia (Maccio Capatonda), Luigi Luciano (Herbert Ballerina) e Enrico Venti (Ivo Avido).

## Biografia
Nato a Milano da madre italiana e padre svizzero, in gioventù ha lavorato in campo alberghiero.
Ha lavorato nel cinema dagli anni ottanta come comparsa, con Steno, Mario Monicelli e Neri Parenti; in seguito è apparso in Tutti gli uomini del deficiente (1999) di Paolo Costella e successivamente nei due film di Maccio Capatonda Italiano medio (2015) e Omicidio all'italiana (2017).
Tra i principali sketch che Mari ha interpretato per la regia di Capatonda vi sono Rocchio 47 (parodia di Rocky Balboa), Il vecchio conio, Ahia ma sei scemo e numerosi altri, tutti con il nome d'arte di Rupert Sciamenna, andati in onda su Mai dire Lunedì, Mai dire Martedì, LA7 e All Music. È stato uno dei protagonisti dell'All Music Show.
Ha anche recitato nella serie La villa Di Lato, sempre con Capatonda, dove interpreta la parte di un albergatore di una villa "quasi maledetta". Ha inoltre interpretato il ruolo di Lord Micidial, antagonista principale nella serie TV Mario, trasmessa da MTV. 
Mari ha partecipato anche ad alcuni videoclip, come Parco Sempione di Elio e le Storie Tese, dove interpreta una versione caricaturale dell'allora Presidente della Regione Lombardia Roberto Formigoni.
La sua comicità si basa essenzialmente sullo stile tipico del caratterista, interpretando in modo caricaturale personaggi altolocati tragici, presuntuosi, astuti o malvagi, facendo ampio utilizzo di parlate singolari, smorfie o versi, e risate dal grottesco accento malvagio.

## Filmografia parziale

### Cinema
- Mani di fata, regia di Steno (1983)
- Lui è peggio di me, regia di Enrico Oldoini (1985)
- Facciamo paradiso, regia di Mario Monicelli (1995)
- Cucciolo, regia di Neri Parenti (1998)
- Tutti gli uomini del deficiente, regia di Paolo Costella (1999)
- Italiano medio, regia di Maccio Capatonda (2015)
- Omicidio all'italiana, regia di Maccio Capatonda (2017)

### Televisione
- O la va, o la spacca - serie TV (2004)
- Mai dire... (2004-2008)
- All Music Show (2006)
- Intralci, regia di Maccio Capatonda - serie TV (2006)
- Leggerezze, regia di Maccio Capatonda - web serie (2009)
- La villa Di Lato, regia di Maccio Capatonda - web serie (2009)
- Drammi medicali, regia di Maccio Capatonda - web serie (2009-2010)
- Casa Gorilla - serie TV (2010)
- Mario - regia di Maccio Capatonda, serie TV (2013-2014)
- Bob Torrent - regia di Maccio Capatonda, webserie (2015)
- The Generi - regia di Maccio Capatonda, Serie TV (2018)

### Videoclip
- Bene bene male male, di Piero Pelù (2003)
- Il topo mangia il gatto, di Francesco Baccini (2007)
- Parco Sempione, di Elio e le Storie Tese (2008)